# Schron pod Kazalnicą
Schron pod Kazalnicą – jaskinia, a właściwie schronisko, w Dolinie Kościeliskiej w Tatrach Zachodnich. Wejście do niej położone jest poniżej Kazalnicy w Stołach, na wysokości 1180 metrów n.p.m. Długość jaskini wynosi 12 metrów, a jej deniwelacja 5 metrów.

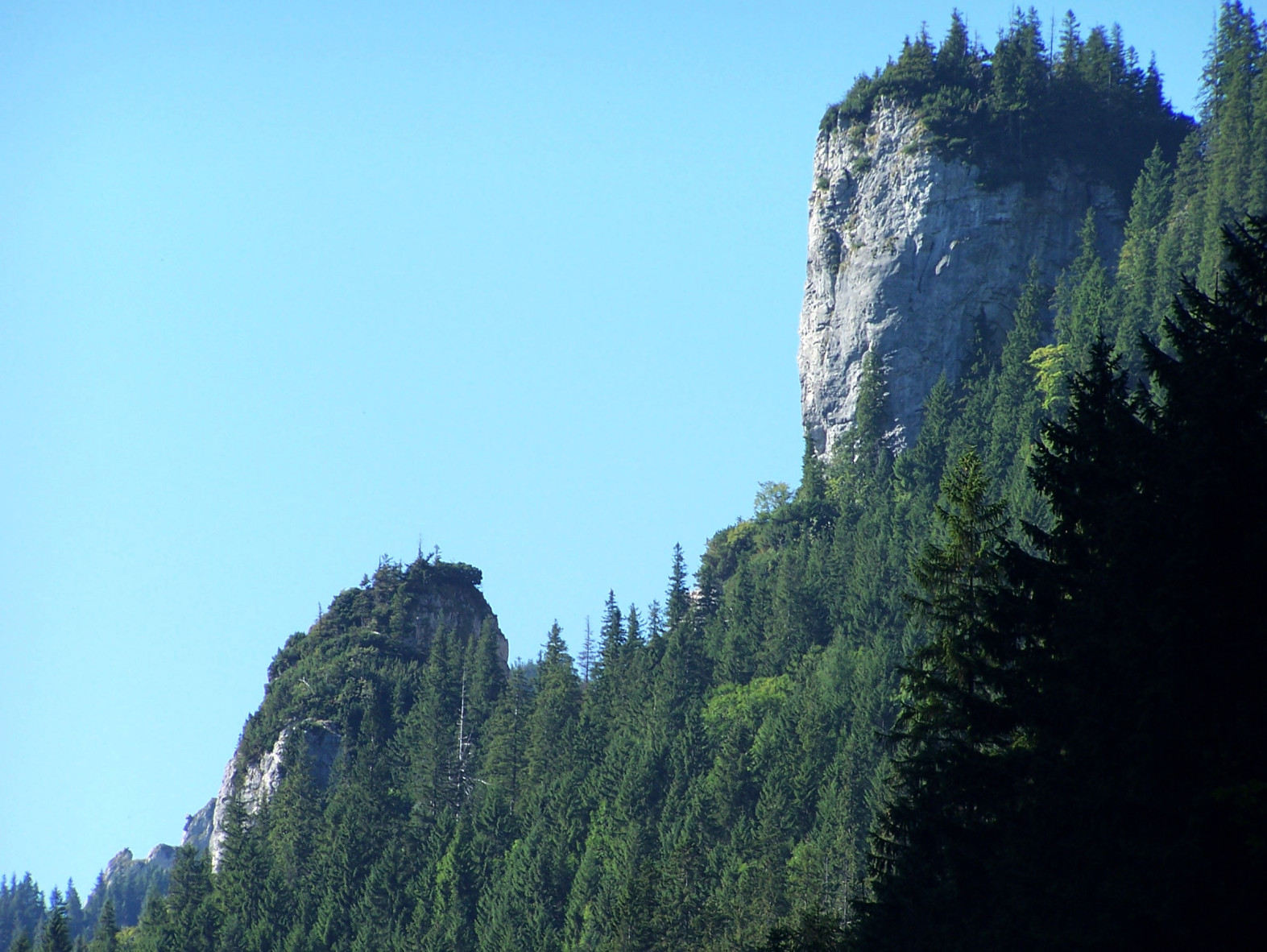
Kazalnica w Dolinie Kościeliskiej

## Opis jaskini
Jaskinię tworzy duża sala, do której prowadzi obszerny otwór wejściowy. Znajduje się w niej 2-metrowy próg ponad którym zaczyna się wąski i krótki szczelinowy korytarzyk.

## Przyroda
W jaskini brak jest nacieków. Ściany są suche, rosną na nich mchy i porosty.

## Historia odkryć
Jaskinia była znana od dawna. Jej opis i plan sporządziła I. Luty przy pomocy M. Kropiwnickiej w sierpniu 1979 roku.